# Hans-Joachim Schulze (Musikwissenschaftler)
Hans-Joachim Schulze (* 3. Dezember 1934 in Leipzig) ist ein deutscher Musikwissenschaftler.

## Biographie
Hans-Joachim Schulze belegte ein Studium der Musikwissenschaft und Germanistik an der Hochschule für Musik Leipzig von 1952 bis 1954 und an der Universität Leipzig von 1954 bis 1957. Seit 1957 ist er am Bach-Archiv Leipzig tätig und war von 1992 bis 2000 dessen Direktor. 1979 wurde er an der Universität Rostock mit Studien zur Bach-Überlieferung im 18. Jahrhundert promoviert.
1993 wurde er Honorarprofessor an der Hochschule für Musik und Theater „Felix Mendelssohn Bartholdy“ Leipzig. In den Jahren 1975–2005 war er zusammen mit Christoph Wolff Herausgeber des Bach-Jahrbuchs.

## Ehrungen
- 1973 wurde Hans-Joachim Schulze für die von ihm herausgegebenen Dokumente zum Nachwirken Johann Sebastian Bachs 1750-1800 mit dem Hanns-Eisler-Preis ausgezeichnet.
- 2021 wurde ihm die Bach-Medaille der Stadt Leipzig verliehen.

## Publikationen (Auswahl)
- Marginalien zu einigen Bach-Dokumenten. In: Bach-Jahrbuch. Band 48, (Leipzig) 1961, S. 79–99.
- Bach-Dokumente. Band 1–3 und 5. Kassel/Leipzig 1963–1972, 2007 (Band 1–2 mit Werner Neumann).
  - Auswahlausgabe: Johann Sebastian Bach. Leben und Werk in Dokumenten (= dtv dokumente. Band 2946). dtv, München; Bärenreiter, Kassel / Basel / London 1975; 2. Auflage ebenda 1984.
- mit Klaus Beckmann: Johann Gottfried Walther, Briefe. Leipzig 1987.
- mit Christoph Wolff: Bach Compendium. Leipzig / Frankfurt a. M. 1986 ff.
- Studien zur Bach-Überlieferung im 18. Jahrhundert. Leipzig 1984.